# Карчери Басе (Л'Аквила)
Карчери Басе (итал. Carceri Basse) је насеље у Италији у округу Л'Аквила, региону Абруцо.
Према процени из 2011. у насељу је живело 91 становника. Насеље се налази на надморској висини од 919 м.